# Am I Blood
Am I Blood is een Finse heavy- en thrashmetalband en heette vroeger St. Mucus.

## Artiesten
- J. Cermine (Janne Kerminen) - vocalist/gitarist
- Pexi Corner (Pekka Kulmala) - hoofdgitarist
- H. Lanblade - gitarist
- Tony Greenrose (Toni Grönroos) - bassist
- Gary Reini - drummer

## Discografie

### Albums
- 1995 - Natural Mutation
- 1997 - Am I Blood
- 1998 - Agitation
- 2001 - The Truth Inside the Dying Sun (niet uitgebracht, verscheen zeer kort op MP3.com in 2001)
- 2011 - Existence of Trauma

### Ep's
- 2000 - Gone with You